# Hilary Treter

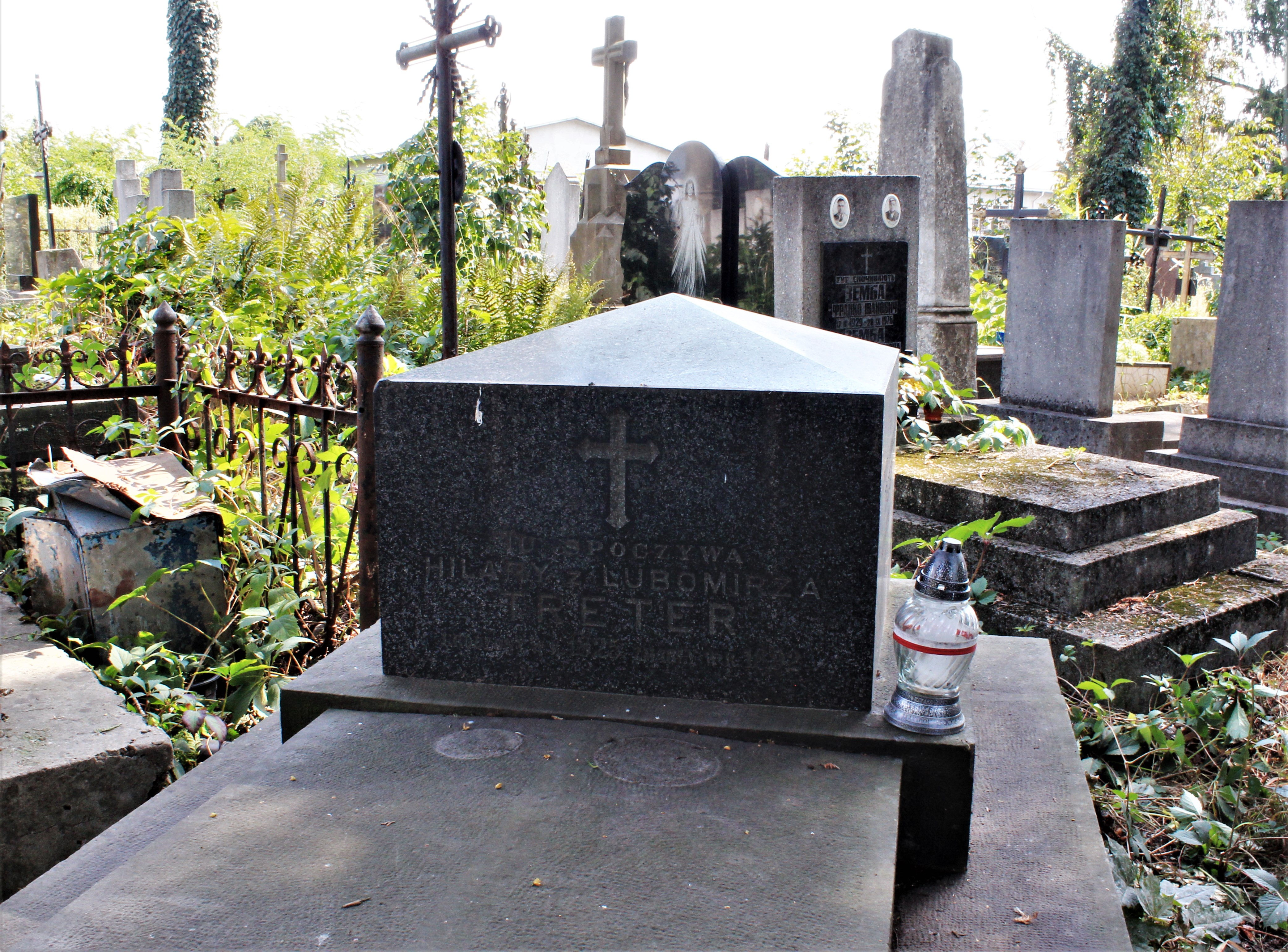
Grób rodziny Treterów.

Hilary Jan Treter herbu własnego (ur. 1825 w Łoniu, zm. w grudniu 1892 we Lwowie) – właściciel ziemski, przedsiębiorca, działacz gospodarczy i samorządowy.

## Życiorys
Hilary Jan z Lubomierza Treter urodził się w 1825 w Łoniu. Wywodził się z rodziny nobilitowanej w Polsce 1669 i używającej herbu własnego. Jego przodkiem był kanonik Tomasz Treter. Był prawnukiem Mikołaja (zm. 1775), wnukiem Baltazara (major gwardii litewskiej, zm. 1819) oraz synem Aleksandra (zm. 1855) i Konstancji z domu Łodyńskiej herbu Sas). Miał braci Konstantego (ur. 1826, właściciel dóbr Remizowce) i Mieczysława (ur. 1832, właściciel Dźwiniacza).
Uczył się w Akademii Terezjańskiej w Wiedniu, lecz edukacji tam nie ukończył. Na początku 1846 uczestniczył w spisku niepodległościowym, po czym w lutym tego roku wraz z Władysławem Czerkawski i hr. Ludwikiem Koziebrodzkim zbiegł ze szkoły i usiłował przedostać się do powstańców krakowskich. Na granicy z Węgrami zostali oni schwytani przez chłopów, a następnie przez pół roku byli osadzeni w więzieniu w Wiedniu. Potem wszyscy trzej zostali ułaskawieni. W trakcie Wiosny Ludów 1848 w randze porucznika Legii Akademickiej był w składzie deputacji do studentów Uniwersytetu Wiedeńskiego celem nawiązania z nimi kontaktów w imię równości i wolności (wraz z Mikołajem Zyblikiewiczem, Łukaszem Soleckim, Franciszkiem Siemianowskim).
Po 1848 ukończył studia na Wydziale Prawa Uniwersytetu Lwowskiego, uzyskując dekret pro judice civili et criminali. Był egzaminowanym sędzią. Należał do Towarzystwa Prawnikow we Lwowie. Jednakże nie podjął kariery prawniczej. 
Poślubił swoją kuzynkę Józefę Małgorzatę (córkę stryja Wiktoryna Tretera i Leokadii z domu Łodyńskiej herbu Jastrzębiec). Miał z nią synów Piotra (ur. 1857) i Adama (ur. 1859). Objął we władanie dziedziczne majątki Łonie i Niwki. Razem ze swoim stryjem Wiktorynem Treterem, a zarazem teściem, władał także dobrami Zalipie. Był również właścicielem dóbr Dźwiniacz Górny. Pozostawał patronem cerkwi św. Michała Archanioła w Dźwiniaczu Górnym z 1789. W 1863 nabył od Sołtykowa (Moskala) wieś Laszki Królewskie i tam się przeprowadził.
Popierał przemysł krajowy, był wspólnikiem fabryki likieru w Lipowcach, fabryki krochmalu w Świrzu. Odkrył złoża gipsu i produkował go jako nawóź i materiał budowlany. Po nastaniu autonomii galicyjskiej (1867) poświęcił się także pracy publicznej. Przez 12 lat był prezesem Rady c. k. powiatu przemyślańskiego. Jego staraniem powstały pierwsze szutrowane drogi, był fundatorem szkół i kas gminnych. Był członkiem Galicyjskiego Towarzystwa Gospodarskiego, Towarzystwa Wzajemnych Ubezpieczeń w Krakowie, Galicyjskiego Towarzystwa Kredytowego Ziemskiego i innych. Był autorem broszur oraz pisał artykuły drukowane w „Gazecie Narodowej”.
Zmarł pod koniec grudnia 1892 we Lwowie. Został pochowany na tamtejszym Cmentarzu Janowskim 29 grudnia 1892. Jego majątek ziemski odziedziczyli synowie.

## Publikacje
- Polacy i słowianizm (1871)
- Myśli do programu (1876)
- Über die Eigentumsfrage in Galizien[1]